# Numero (simbolo)
Il simbolo numero o segno numero, № — talvolta scritto in italiano come nº oppure n. — è usato in molte lingue per indicare la numerazione ordinale, in particolare in nomi o titoli. Per esempio invece di scrivere "Piazza Italia numero 1," si può abbreviare in "Piazza Italia n° 1" pronunciandola come se fosse scritta nella forma completa.
Il simbolo numero unisce la lettera latina N con (usualmente) la lettera minuscola o scritta come esponente (talvolta viene sottolineata, assomigliando perciò all'indicatore d'ordine di genere maschile).
Forme simili esistono nelle lingue romanze: numero in italiano, numéro in francese e número in spagnolo, catalano e portoghese. Il termine viene dal latino numerus.
In Unicode, vi è un carattere simbolo numero, U+2116, inteso per l'uso nella scrittura cirillica e per la compatibilità con le codifiche dell'Asia orientale.

## Uso nelle varie lingue

Il simbolo numero in vari font

Non è un simbolo standard in tutte le lingue europee; per esempio in tedesco l'abbreviazione (con il punto fermo) per "numero" è "Nr." (Nummer).
In spagnolo il simbolo numero non è un simbolo unico ma solamente la parola "número" abbreviata per la convenzione tipografica della lingua rispetto alle lettere all'apice (spagnolo: "letras voladitas", "piccole lettere volanti"), dove la lettera finale (o le lettere a seconda dei casi) della parola abbreviata viene scritta all'apice, minuscola e sottolineata: no e No (singolare), nos e Nos (plurale). Altri esempi di lettere all'apice sono: "Fco" per "Francisco"; "Ma" per "María"; "fdo" per "firmado" ("firmato"). La forma sostitutiva "No." è inaccettabile in quanto potrebbe essere confusa con la particella negativa "no". Il simbolo numero viene anche usato come indicazione di un numero ordinale, "1o" "primero" (primo), "2o" "segundo" (secondo), "3o" "tercero" (terzo)...
Il portoghese segue delle regole molto simili a quelle descritte per lo spagnolo. No e nos per "número" o "números". Allo stesso modo dell'italiano (e dello spagnolo) "No." non è una scelta accettabile in quanto può essere facilmente confuso con la preposizione articolata "no" (contrazione di em [in] + o [il]; nel). La o all'apice sottolineata (o) può essere usata in opposizione ad a per indicare il genere maschile o femminile in alcuni titoli: Enga = ingegnere donna mentre Engo indica un ingegnere maschio.
In francese il № indica anch'esso "numero" (numéro), e può essere scritto in molti modi, con o senza lettera all'apice, sottolineatura o punto. Da notare che "no" (una particella grammaticale in inglese) non è una parola esistente in francese e non può essere confusa con la particella francese negativa, "non", come potrebbe succedere in inglese, italiano e spagnolo; esempi: №, no., No
Anche se la lettera "N" non fa parte dell'alfabeto cirillico, il simbolo numero è utilizzato nelle pubblicazioni in russo ed è presente nella tastiera russa usata nei computer e nelle macchine da scrivere.
In inglese l'abbreviazione "No." di "numero" è anch'essa usata al posto della parola "number". In inglese americano il cancelletto, "#", è spesso usato in alternativa.

## Inserire il carattere
Nelle macchine da scrivere e nei computer che non supportano questo simbolo è accettabile e normale sostituirlo con il digramma "N." (lettera "N" e un punto).
Nelle macchine da scrivere e nei computer che supportano il simbolo di grado oppure (preferibilmente) l'indicatore d'ordine di genere maschile, un digramma che inizia con "N", come "N°" o "Nº", può andar bene come sostituto del simbolo numero, ma solo se esso è presentato esclusivamente con un media visuale e in un tipo di carattere e in una dimensione che ne possano risultare una passabile approssimazione. In ogni caso i digrammi sono inappropriati per rappresentare il simbolo numero nei dati informatici, in generale.
Sulla tastiera dei pc russi, № si trova anche sul tasto "3"; sostituisce il simbolo "£" della corrispondente tastiera italiana e il "#" della tastiera US.
In Mac OS X il carattere può essere inserito usando la tastiera "U.S. Extended" e schiacciando shift-option-; (punto e virgola).
Nell'HTML, il simbolo numero (se non può essere inserito direttamente) può essere rappresentato tramite &#8470; oppure &#x2116;.
Lo standard Unicode dichiara:
U+2116 NUMERO SIGN è fornito sia per l'uso in cirillico, dove assomiglia alla ["N" semi-corsiva seguita dalla "o" all'apice, minuscola e sottolineata], che per compatibilità con gli standard asiatici dove assomiglia alla ["N" angolare seguita dalla "o" all'apice, minuscola e sottolineata, seguita da un punto]. La pratica francese è di non utilizzare il carattere simbolo di per sé, ma invece di usare una "N" o una "n", a seconda del contesto, seguita da una o all'apice (No o no; plurale Nos o nos).